# Вашка
Ва̀шка е река в североизточната част на Европейска Русия, най-голям (ляв) приток на река Мезен. Дължината ѝ е 605 km, която ѝ отрежда 128-о място по дължина в Русия. Протича по територията Република Коми и Архангелска област.
Река Вашка води началото си от блата, разположени на 163 m н.в. в Мезенско-северодвинския вододел в западната част на Република Коми. С изключение на горното си течение където прави няколко по-големи завоя общото ѝ направление е на север-северозапад. Тече в широка и силно залесена долина, като образува множество меандри, старици и езера. Общо във водосборния ѝ басейн има около 900 малки езера. Влива се отляво в река Мезен, недалеч от село Лешуконское, районен център в Архангелска област, на 20 m н.в.
Водосборният басейн на река Вашка обхваща площ от 21 000 km2, което представлява 26,92% от водосборния басейн на река Мезен и се простира на територията на Република Коми и Архангелска област.
Водосборният басейн на реката граничи със следните водосборни басейна:
- на североизток и изток – водосборните басейни на сравнително малки реки, леви притоци на Мезен;
- на югоизток – водосборният басейн на река Вичегда (десен приток на Северна Двина;
- на югозапад и запад – водосборният басейн на река Пинега (десен приток на Северна Двина.

Река Вашка получава множество притоци, от които 5 са дължина над 100 km.
Леви притоци – Йортом (106 km, 1910 km2), Зирянска Ежуга (107 km, 1220 km2);
Десни притоци – Лоптюга (152 km, 1620 km2, най-голям приток), Йовва (123 km, 1050 km2, Содзим (116 km, 982 km2).
Подхранването на реката е снежно и дъждовно, почти по равно. Пълноводието ѝ е през май, като през лятото и есента се наблюдава вторично пълноводие в резултата от дъждовните валежи. Среден годишен отток при село Рещелская – 184 m3/s. Замръзва в края на октомври, а се размразява в началото на май.
Средномесечен отток на река Вашка (m3/s) в района на село Вендинга (на 272 km от устието) от 1954 по 1988 г.
По течението на реката са разположени множество населени места, по-големи от които са: посьолок Благоево и селата Йортом, Важгорт и Чупрово в Република Коми и село Лешуконское (районен център) в Архангелска област.
Реката е постоянно плавателна до село Кеба, Архангелска област, на 88 km от устието, а по време на пълноводието – до посьолок Благоево.